# Papaver californicum
Papaver californicum là một loài thực vật có hoa trong họ Anh túc. Loài này được A. Gray mô tả khoa học đầu tiên năm 1887.

## Hình ảnh

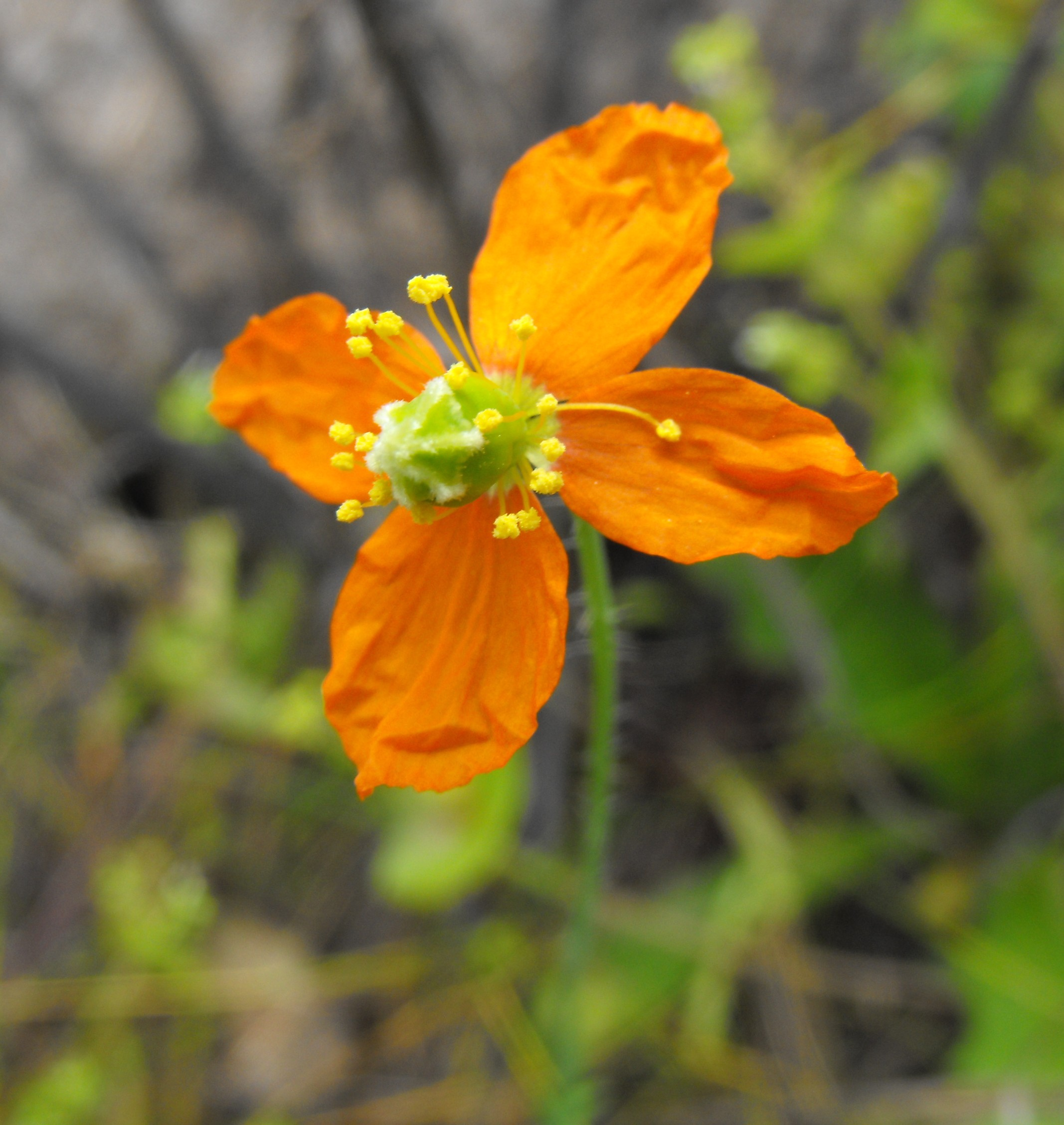